# Kita-ku (Kōbe)
Kita-ku (北区?) è uno dei nove quartieri di Kōbe, nella prefettura di Hyōgo, sull'isola di Honshū, in Giappone.